# Test dell'alce

Il test dell'alce (älgtest o undanmanöverprov in svedese) è usato in campo automobilistico per valutare la stabilità di un'autovettura nell'esecuzione di brusche sterzate, durante manovre effettuate per evitare ostacoli che possono apparire all'improvviso sulla sede stradale, come, ad esempio, un animale selvatico in attraversamento.

## Storia
Il test è stato sviluppato in Svezia, per valutare fino a che punto le vetture fossero in grado di evitare lo scontro con alci (o altri animali selvatici) che da quelle parti attraversano di frequente le strade e si ritrovano improvvisamente davanti agli automezzi in movimento. 
Inizialmente era conosciuto soprattutto da una ristretta nicchia di esperti locali, ma acquistò notorietà mondiale nel 1997, quando si diffuse la notizia che la Mercedes-Benz Classe A, nuova vettura compatta della casa tedesca, aveva fallito il test, ribaltandosi durante la prova.

## Svolgimento
La prova viene condotta su una superficie asciutta. Lungo il percorso vi sono dei coni stradali disposti a S, che simulano l'ostacolo, la strada e i suoi margini.
Il veicolo da sottoporre a test è a pieno carico: tutti i posti a sedere sono occupati da persone con le cinture di sicurezza allacciate, mentre il bagagliaio è riempito con dei pesi fino a raggiungere il massimo carico ammesso. Una volta partito, giunto in prossimità dell'ostacolo, il guidatore sterza bruscamente verso la corsia di marcia opposta per evitare l'ostacolo e poi sterza di nuovo nel verso opposto per rientrare immediatamente nella normale corsia di marcia in modo da evitare i veicoli che sopraggiungono nel senso contrario. La prova consiste nell'eseguire questa manovra ripetutamente, aumentando ogni volta la velocità, finché l'auto non perde l'aderenza e inizia a sbandare o si ribalta.

## Record
A febbraio 2025, viene stabilito l'attuale detentore del record del test, la Porsche 718 Cayman GT4 RS Manthey con 86 km/h (53,4 mph). Il precedente detentore del record era la Citroën Xantia 3.0i V6 Activa con 85 km/h (52,8 mph), che ha mantenuto il record per ben 26 anni.